# Будайский проезд
Буда́йский проезд — небольшая улица на севере Москвы, в Ростокино Северо-Восточного административного округа от Будайской улицы и улицы Бажова до  железной дороги Ярославского направления. Названа в 1973 году по протекавшей здесь реке Будайке, левому притоку Яузы. В проезде находится управа района Ростокино (дом 9).

## Расположение
Будайский проезд (бывшее название 5-я линия Ростокинского городка) начинается от безымянного внутреннего проезда (ранее носившего название 6-й проезд Ростокинского городка) между Будайской улицей и улицей Бажова и проходит на северо-восток к железнодорожной линии Ярославского направления, где и заканчивается.

## Учреждения и организации
- Дом 7, корпус 2 — Библиотека № 90 СВАО;
- Дом 9 — Управа района Ростокино СВАО.